# 庄林一心
庄林 一心（しょうばやし かずただ）は、戦国時代から江戸時代前期にかけての武将。庄林隼人（しょうばやし はやと）の通称で知られる。加藤十六将や加藤家三傑の一人。
庄林家は一心を初代として3代（子の一方、孫の一吉）で隼人と名乗ったという。

## 略歴
当初は摂津国高槻の国人・荒木村重の家臣だったが、荒木氏没落後に仙石秀久に仕え、秀久改易後、加藤清正に仕えたとされる。
飯田直景、森本一久と共に加藤家三傑と謳われた。
前述の2人に比べ家臣となった時期は遅かったが、清正の信頼は厚く、天正17年(1589年)天草国人一揆討伐で活躍し、秀吉から清正を通じて黒鳥毛の朱槍を賜ったと伝えられている。
また、先手の大将として朝鮮出兵の第二次晋州城攻防戦では晋州城への一番乗りの手柄を得たなど、猛将であり撤退戦も得意だった。
寛永8年（1631年）、死去。子・一方は加藤氏の改易後に熊本藩主となった肥後細川氏に1380石で仕え、孫の一吉は島原の乱で細川家家臣として活躍した。